# No Logo

Titelgestaltung des Buchs aus dem britischen Schriftsatz Inserat MN

No Logo! – der Kampf der Global Players um Marktmacht – ein Spiel mit vielen Verlierern und wenigen Gewinnern ist der deutsche Titel eines Buches der kanadischen Journalistin Naomi Klein, in dem die Globalisierung von Marken und die Entwicklung von klassischen, produzierenden Herstellerfirmen hin zu Lifestyle-Vermarktungsunternehmen, also reinen Logofirmen, analysiert wird. Das im Jahr 2000 auf Englisch erschienene Buch gilt als eines der einflussreichsten Sachbücher der letzten Jahre und wird auch als „Bibel der Globalisierungskritiker“ bezeichnet.

## Geschichte
Mit „No Logo!“ wurde Naomi Klein im Jahr 2000 Gesicht und Stimme der globalisierungskritischen Bewegungen. Sie galt durch ihr erstes Buch als die „einflussreichste Person unter 35 Jahren“ (The Times). Die britische Wochenzeitung The Observer bezeichnete das Buch als „das neue ‚Kapital‘“. 2001 erhielt Klein als bisher jüngste Autorin den kanadischen „National Business Book Award“ für das Jahr 2000.
Naomi Klein schildert den „Markenwahn“ unter den weltweiten „westlichen“, d. h. von „westlichen“ Verhaltensweisen geprägten Kindern und Jugendlichen und die Mechanismen, mit denen die Konzerne, die Markeninhaber, die suchtmäßige Gier nach diesen Markenartikeln lebendig erhalten.
Die Autorin setzt sich kritisch mit der wirtschaftlichen Globalisierung auseinander, wie der Verlagerung von Arbeitsplätzen in „Sweatshops“ der Niedriglohnländer: Dadurch dass die Produktion in immer ärmere Länder mit immer billigeren Arbeitskräften verlagert wird, bliebe der Standard der Arbeitsverhältnisse in den Industriestaaten wie z. B. die Sozialversicherung auf der Strecke. Die Produktion von Markenfirmen werde von namenlosen Vertragsunternehmern in zeitlich beschränkt existierenden Fabriken innerhalb von steuerbefreiten oder subventionierten Freihandelszonen geleistet, die Logofirmen, insbesondere Hersteller von Bekleidung und Sportartikeln wie Nike, Gap, Adidas, beschränkten sich lediglich auf die Ausgestaltung der Werbe-Markenartikel. Klein bemerkt, dass soziale Experimente wie „Reclaim the Streets“ in rund zwanzig Ländern der Welt ihre Nachahmung fänden. Ihre Thesen wurden in mehreren Büchern wieder aufgegriffen, z. B. im 2001 erschienenen „Schwarzbuch Markenfirmen“ oder 2006 in „Konzern, Kritik, Kampagne!“.

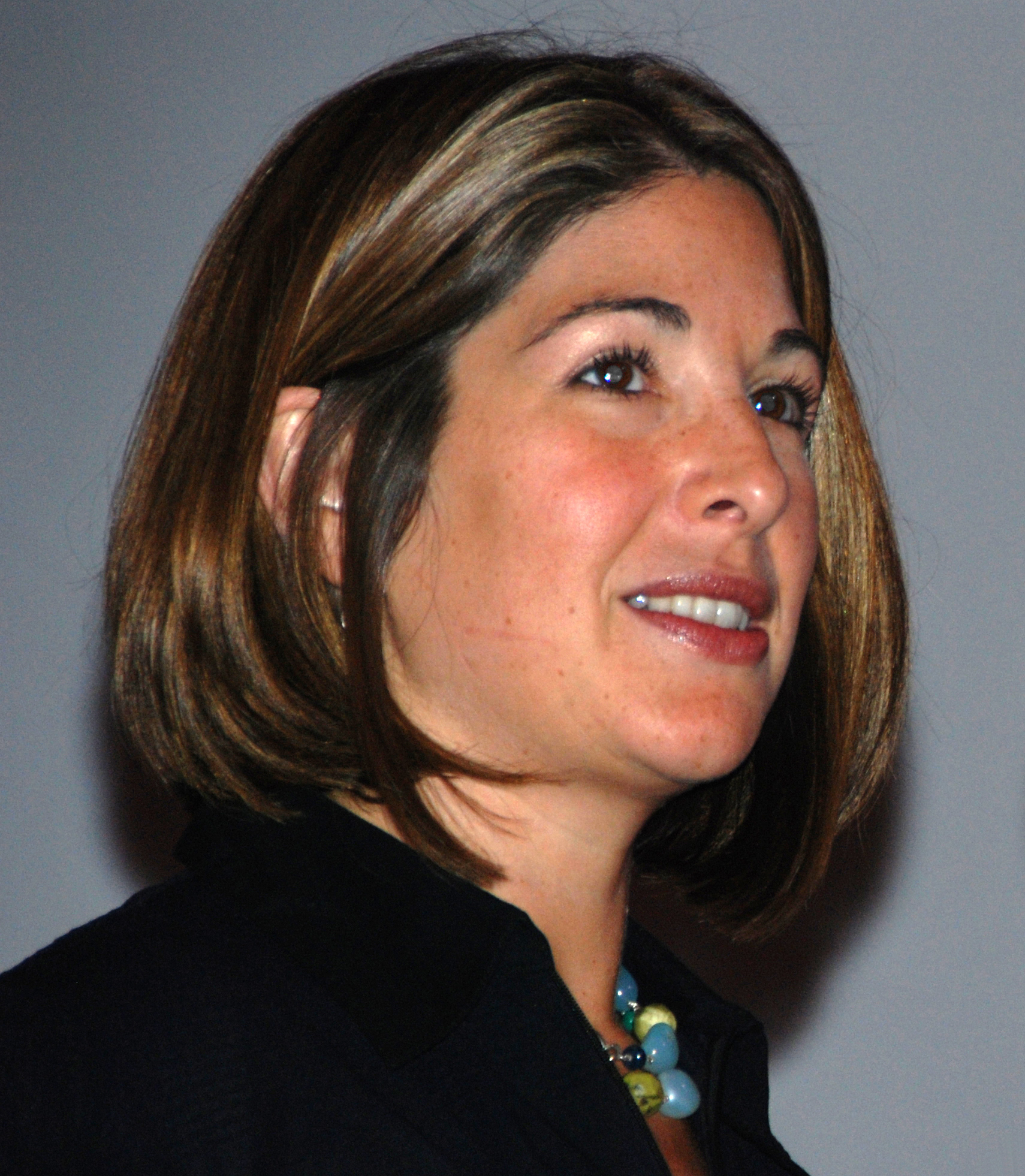
Die Autorin im September 2007

Naomi Klein hatte ursprünglich einen Vertrag mit dem kanadischen Verlag Knopf unterzeichnet, der dann von Bertelsmann aufgekauft wurde. Das Buch der Kritikerin der großen Konzerne erschien somit in der Buchsparte eines der größten Medienkonzerne der Welt. Im Jahr 2001 folgte die deutsche Ausgabe und hielt sich monatelang in den Bestsellerlisten.

## Rezensionen
Der Soziologe Colin Crouch ist der Meinung, dass Naomi Klein in No Logo! „brillant analysiert“, wie global agierende Unternehmen gesamte Herstellungsprozesse ausgliedern und sich auf Finanztransaktionen beschränken, um weitgehend unabhängig von der tatsächlichen Qualität ihrer Produkte als zentrale Aufgabe das Markenimage weiterzuentwickeln, indem die Marke mit attraktiven Bildern, Begriffen und Prominenten in Zusammenhang gebracht wird.
Paul Seabright meint, No Logo! sei von einer Inkonsistenz geprägt, da Klein einerseits eine Allmacht großer Marken postuliere, andererseits aber einen Überlebenskampf dieser Marken untereinander beschreibe. Beide Argumente könnten jedoch nicht gleichzeitig korrekt sein. So seien einige von Kleins Beispielen (etwa die Jeansmarke Levi’s) bereits zum Zeitpunkt der Buchveröffentlichung schwach gewesen.

## Ehrungen
Das Buch gewann den mit 20.000 CAN$ dotierten kanadischen National Business Book Award 2000, der von PricewaterhouseCoopers zusammen mit der Bank of Montreal und the Globe and Mail seit 1985 jährlich vergeben wird und den vom französischen Senat mitorganisierten Prix Médiations 2001. Ferner war No Logo unter den fünf für den Guardian First Book Award 2000 nominierten Büchern.

## Textausgaben
- Naomi Klein: No logo : taking aim at the brand bullies. Knopf, Canada 2000, ISBN 0-676-97130-X.
- Naomi Klein: No Logo! Der Kampf der Global Players um Marktmacht. Ein Spiel mit vielen Verlierern und wenigen Gewinnern. Aus dem Amerikanischen von Helmut Dierlamm und Heike Schlatterer. Riemann, München 2001, ISBN 3-570-50018-7.